# Episodi di Come vendere droga online (in fretta) (terza stagione)
La terza stagione della serie televisiva Come vendere droga online (in fretta), composta da 6 episodi, è stata interamente pubblicata sul servizio di video on demand Netflix il 27 luglio 2021 in tutti i territori in cui il servizio è disponibile.
| N° | Titolo originale                                      | Titolo italiano                                 | Pubblicazione Germania | Pubblicazione Italia |
| -- | ----------------------------------------------------- | ----------------------------------------------- | ---------------------- | -------------------- |
| 1  | A single failure, a little slip                       | Un fallimento, un piccolo errore                | 27 luglio 2021         | 27 luglio 2021       |
| 2  | A misdemeanor, a little trip                          | Un viaggetto, un reato minore                   | 27 luglio 2021         | 27 luglio 2021       |
| 3  | Does this condemn me, lock me away                    | È una condanna o potrò mai uscire?              | 27 luglio 2021         | 27 luglio 2021       |
| 4  | Before you turn the key, I have one more thing to say | Prima che tu vada, c'è qualcosa che vorrei dire | 27 luglio 2021         | 27 luglio 2021       |
| 5  | To make amends, maybe be friends                      | Diventare amici per farsi perdonare             | 27 luglio 2021         | 27 luglio 2021       |
| 6  | Everybody gets a second chance                        | Una seconda chance si offre a ognuno            | 27 luglio 2021         | 27 luglio 2021       |